# Tongrube Niederpleis
Tongrube Niederpleis este o arie protejată (arie specială de conservare — SAC, sit de importanță comunitară — SCI) din Germania întinsă pe o suprafață de 13,48 ha, integral pe uscat.

## Localizare
Centrul sitului Tongrube Niederpleis este situat la coordonatele 50°46′21″N 7°13′42″E / 50.7725°N 7.2283°E.

## Înființare
Situl Tongrube Niederpleis a fost declarat sit de importanță comunitară în martie 2001 pentru a proteja 1 specie de animale. Situl a fost protejat și ca arie specială de conservare în iulie 2005.

## Biodiversitate
Situată în ecoregiunea continentală, aria protejată nu include niciun habitat protejat.
La baza desemnării sitului se află o specie protejată de  amfibieni: triton cu creastă (Triturus cristatus).
Pe lângă speciile protejate, pe teritoriul sitului au mai fost identificate 2 specii de reptile.